# أقفاص بلا طيور (مسلسل)
أقفاص بلا طيور مسلسل درامي تونسي عُرض في رمضان 2009 على قناة تونس 21، وهو من تأليف جمال شمس الدين وإخراج عزالدين الحرباوي. أما المنتجة فهي سلمى بكار. وقع تصوير المسلسل بين تونس العاصمة ومدينة مارسيليا الفرنسية.

## القصة
يروي المسلسل قصة رجل تونسي (إبراهيم) يسافر إلى فرنسا رغم معارضة زوجته لإتمام تخصصه في مجال الهندسة الفلاحية. وأثناء تواجده في فرنسا بتورط في قضية سرقة ويسجن وتنقطع أخباره عن أسرته.
وبعد مرور سنوات طويلة يعود إلى وطنه ويجد صعوبة في التكيّف والتأقلم مع محيطه العائلي والاجتماعي، ويسعى لإثبات براءته من التهمة التي ألصقت به.
يصور المسلسل أحلامًا تلاشت، وقيمًا ماتت، ومبادئ دُفنت، ويقدم صورا من حياة رجل تتقاذفه الأيام وهو في صراع مع الدهر والشر في محيط يتسم بالقسوة والغدر، وفي خضم الأحداث المتشابكة يقدم المسلسل شخصية رجل متمسك بالمبادئ رغم سلبيته، إضافة إلى نائلة، الشابة الجميلة التي تحلم بالشهرة والنجومية وتتخلى عن دراسة الحقوق.

## الشخصيات

### الشخصيات الرئيسية
- أحمد الحفيان: «إبراهيم»
- وجيهة الجندوبي: «نجاة»
- رؤوف بن عمر: «العروسي»
- محمد علي بن جمعة: «حسني»
- فتحي المسلماني: «صبحي»
- درصاف مملوك: «ليليا»
- هند الفاهم: «نائلة»
- هشام رستم: «رشيد»
- آمال علوان: «نعيمة»
- زهير الرايس: «رؤوف»
- نادرة لملوم: «خولة»
- المنصف السويسي: «مختار»
- وحيدة الدريدي: «نبيهة»
- قابيل السياري: «فارس»
- عبيد الجميعي: «سليم»

### الشخصيات الثانوية
- منال عمارة
- أحمد السنوسي
- محمد كوكا
- نصر الدين السهيلي
- سفيان الداهش
- جمال ساسي